# Valentinas
Valentinas ist ein litauischer männlicher Vorname, abgeleitet von Valentin.

## Namensträger
- Valentinas Bukauskas (* 1962), Politiker, Mitglied des Seimas
- Valentinas Greičiūnas (*  1939), Politiker, stellvertretender Bürgermeister von Klaipėda
- Valentinas Mačiulis (Politiker) (* 1945), Politiker, Mitglied des Seimas
- Valentinas Mazuronis (* 1953), Architekt und Politiker, Seimas-Mitglied, Umweltminister
- Valentinas Mikelėnas (* 1958), Wirtschaftsjurist und Privatrechtler, Rechtsanwalt, Hochschullehrer
- Valentinas Milaknis (* 1947), Manager und Politiker, Wirtschaftsminister
- Valentinas Miltienis (* 1960), Manager und Finanzpolitiker, Vizeminister
- Valentinas Tamulis (* 1964), Politiker, Bürgermeister von Kėdainiai

Zwischenname
- Algimantas Valentinas Indriūnas (1925–2022), Politiker, Mitglied des Seimas